# 轉輪科技
轉輪科技（REVOLTECH）是海洋堂發售的低價格可動虛構角色模型系列的品牌名。

## 概要
將各式各樣的動漫畫作品中登場的人物、機器人，以轉輪關節作為可動部位來立體化的系列。

### 轉輪關節
轉輪科技共通使用的關節，是漫畫家·內藤泰弘與設計師·神宮司訓之的品牌「TOY TRIBE」的發明品。
轉輪關節使用耐磨損的尼龍材質及內藏棘輪機構，消除了以往的模型玩具的關節會因磨損而喪失保持力的現象。
關節部球體的直徑有6mm、8mm、10mm 3種，雙球體的W關節有6mm、8mm 2種。
成形色會配合使用的模型的顏色進行變更。

### 轉輪點券
自2009年6月起發售的商品中所附屬的塑膠製點券。在一般商品中所附屬的點券為10點，附錄或活動配布的商品中附屬的則是2點。收集一定程度的點數後可向海洋堂換取贈品（※此為日本地區的活動）。

## 商品一覽
在2007年5月的第13彈發售的同時，轉輪科技進入第二世代，取消以往的「超級系機器人」、「真實系機器人」、「類人類」的分類，往後由山口勝久擔任原型師的系列統一稱為「山口轉輪」，其他原型師的作品以「新家族」作為區分。

### 真實系機器人
包裝盒的顏色為藍色
- 『No.002 達格拉姆』　　　「太陽之牙 達格拉姆」

2006年5月15日發售。系列第1彈。
- 『No.004 EVA初號機』　　　「新世紀福音戰士」

2006年6月15日發售。系列第2彈。 
- 『No.005 EVA零號機』　　　「新世紀福音戰士」

2006年6月15日發售。系列第2彈。
- 『No.006 EVA貳號機』　　　「新世紀福音戰士」

2006年7月15日發售。系列第3彈。 
- 『No.007 王者凱納』　　　

2006年7月15日發售。系列第3彈。 
- 『No.009 EVA参號機』　　　「新世紀福音戰士」

2006年8月15日發售。系列第4彈。 
- 『No.010 英格拉姆1號機』　　　　「機動警察」

初始原型：田熊勝夫　轉輪化原型：山口勝久 
2006年9月15日發售。系列第5彈。 
- 『No.011 EVA零號機·改』　　　「新世紀福音戰士」

2006年9月15日發售。系列第5彈。 
- 『No.013 EVA四號機』　　　「新世紀福音戰士」

2006年10月15日發售。系列第6彈。 
- 『No.014 英格拉姆2號機』　　　　「機動警察」

初始原型：田熊勝夫　轉輪化原型：山口勝久 
2006年11月15日發售。系列第7彈。 
- 『No.015 索爾提克 蘭德菲薩H8』　　　「太陽之牙 達格拉姆」

2006年11月15日發售。系列第7彈。 
- 『No.020 J9型 格里風』 　　　 「機動警察」

初始原型：田熊勝夫　轉輪化原型：山口勝久（飛行背包為新製零件）
2007年2月15日發售。系列第10彈。 
- 『No.022 AV-X0 零式』 　 「機動警察」

初始原型：田熊勝夫　轉輪化原型：山口勝久 
2007年3月15日發售。系列第11彈。

### 超級系機器人
包裝盒的顏色為紅色
- 『No.001 新蓋特1』　　　「新蓋特機器人」

2006年5月15日發售。系列第1彈。 
- 『No.008 新蓋特2』　　　「新蓋特機器人」

2006年8月15日發售。系列第4彈。 
- 『No.016 魔神凱撒』　　「魔神凱撒」

2006年12月15日發售。系列第8彈。 
- 『No.017 新蓋特3』　　　「新蓋特機器人」

2006年12月15日發售。系列第8彈。 
- 『No.018 機械巨神』 　　「機械巨神 THE ANIMATION -地球靜止之日-」

初始原型：田熊勝夫　轉輪化原型：山口勝久（武器展開機構追加）
2007年1月15日發售。系列第9彈。 
- 『No.019 』　　　　　　「戰鬥！超機械生命體變形金剛」

2007年1月15日發售。系列第9彈。 
- 『No.021 GR-2』 　　「機械巨神 THE ANIMATION -地球靜止之日-」

初始原型：田熊勝夫　轉輪化原型：山口勝久 
2007年2月15日發售。系列第10彈。 
- 『No.023 彈劾凰』　　　「破邪大星彈劾凰」

2007年3月15日發售。系列第11彈。 
- 『No.024 鎧王』　　　「鎧王 LEGEND OF DAIKU-MARYU」

2007年4月15日發售。系列第12彈。 
- 『No.025 』　　　　　　「戰鬥！超機械生命體變形金剛」

2007年4月15日發售。系列第12彈。

### 類人類
包裝盒的顏色為綠色
- 『No.003 但丁』　　「惡魔獵人3」

2006年5月15日發售。系列第1彈。 
- 『No.012 蕾薇』　　「BLACK LAGOON」

2006年10月15日發售。系列第6彈。

### 第2世代「山口轉輪」
包裝盒的顏色為橘色
- 『No.026 EVA量産機（飛翼版）』 「新世紀福音戰士劇場版：Air/真心為你」

2007年5月15日發售。系列第13彈。 
- 『No.027 劇場版EVA貳號機』 「新世紀福音戰士劇場版：Air/真心為你」

2007年5月15日發售。系列第13彈。 
- 『No.028 EVA初號機F型裝備』 「新世紀福音戰士2」

2007年6月15日發售。系列第14彈。 
2415日圓。初回生産版特別價格1995日幣。 
- 『No.029 井上多洛』 「隨身玩伴」

2007年6月15日發售。系列第14彈。2008年4月15日發售再生産版頭部零件與初期版不同。 
- 『No.030 迪斯努夫』 

2007年7月15日發售。系列第15彈。 
- 『No.031 OVA版蓋特1』 「真蓋特機器人 世界最後之日」

2007年7月15日發售。系列第15彈。 
- 『No.032 新劇場版EVA初號機』 「福音戰士新劇場版：序」

2007年8月20日發售。系列第16彈。 
- 『No.033 新劇場版EVA零號機』 「福音戰士新劇場版：序」

2007年8月20日發售。系列第16彈。 
- 『No.EXTRA 新劇場版"屋島作戰"武器套組』 「福音戰士新劇場版：序」

新劇場版 陽電子步槍與ESV盾牌的套組。原型制作 谷明 
2007年8月20日發售。 
- 『No.034 女武神VF-1J（一条輝機）』 「超時空要塞」

2007年9月15日發售。系列第17彈。 
- 『No.035 OVA版黑蓋特』 「真蓋特機器人 世界最後之日」

2007年9月15日發售。系列第17彈。 
- 『No.036 女武神VF-1S（福克機）』 「超時空要塞 愛、還記得嗎？」

2007年10月15日發售。系列第18彈。 
- 『No.037 真蓋特1』 「真蓋特機器人 世界最後之日」

2007年10月15日發售。系列第18彈。 
- 『No.038 女武神VF-1A（一条輝機）』 「超時空要塞 愛、還記得嗎？]

2007年11月15日發售。系列第19彈。 
- 『No.039 鎧王 面部開啟Ver.』 「鎧王 LEGEND OF DAIKU-MARYU」

2007年11月15日發售。系列第19彈。
- 『No.040 赫爾達巴』 「機動警察」

2007年12月15日發售。系列第20彈。 
- 『No.041 布羅肯（TV版）』 「機動警察」

2007年12月15日發售。系列第20彈。 
- 『No.042 劇場版英格拉姆1號機』 「機動警察 THE MOVIE」

2008年1月12日發售。系列第21彈。 
- 『No.043 鐵人28號』 「鐵人28號」

2008年1月12日發售。系列第21彈。 
- 『No.044 黑牛』 「鐵人28號」

2008年2月15日發售。系列第22彈。 
- 『No.045 格里風 水中型組件裝備』 「機動警察」

2008年2月15日發售。系列第22彈。 
- 『No.046 』 「戰鬥！超機械生命體變形金剛」

2008年3月15日發售。系列第23彈。 
- 『No.047 』 「戰鬥！超機械生命體變形金剛」

2008年3月15日發售。系列第23彈。 
- 『No.048 三原純』 「隨身玩伴」

2008年4月15日發售。系列第24彈。 
- 『No.049 R．鈴木』 「隨身玩伴」

2008年4月15日發售。系列第24彈。 
- 『No.050 紅蓮螺巖』 「天元突破 紅蓮螺巖」

2008年5月15日發售。系列第25彈。在同年2月24日舉辦的Wonder Festival中販賣的為"WF大先行版"。 
- 『No.051 REGULT』 「超時空要塞]

2008年5月15日發售。系列第25彈。 
- 『No.052 羅善巖』 「天元突破 紅蓮螺巖」

2008年6月15日發售。系列第26彈。 
- 『No.053 YF-19（勇機）』 「Macross Plus」

2008年6月15日發售。系列第26彈。 
- 『No.054 YF-21（卡爾德機）』 「Macross Plus」

2008年6月15日發售。系列第26彈。 
- 『No.055 DMC／約翰尼斯·克勞薩II世』 「重金搖滾雙面人」

2008年7月15日發售。系列第27彈。 
- 『No.056 DMC／亞歷山大·賈基』 「重金搖滾雙面人」

2008年7月15日發售。系列第27彈。 
- 『No.057 DMC／卡謬』 「重金搖滾雙面人」

2008年7月15日發售。系列第27彈。 
- 『No.058 紅蓮螺巖（全鑽頭形態）』 「天元突破 紅蓮螺巖」

2008年8月15日發售。系列第28彈。 
- 『No.059 ARX-8 烈炎之劍』 「驚爆危機」

2008年8月15日發售。系列第28彈。 
由於零配件較多及包裝比以往商品還要大，特別定價為2590日幣。 
- 『No.060 鹽基』 「天元突破 紅蓮螺巖」

2008年9月15日發售。系列第29彈。 
- 『No.061 強化裝甲兵』 「紅色眼鏡／The Red Spectacles」

2008年9月15日發售。系列第29彈。 
- 『No.062 天元突破 紅蓮螺巖』 「天元突破 紅蓮螺巖」

2008年10月15日發售。系列第30彈。 
- 『No.063 理奇』 「隨身玩伴」

2008年10月15日發售。系列第30彈。 
- 『No.064 鹽基多』 「天元突破 紅蓮螺巖」

2008年11月15日發售。系列第31彈。 
- 『No.065 山本皮耶露』 「隨身玩伴」

2008年11月15日發售。系列第31彈。

### 第2世代「新家族」
從2007年開始非山口勝久製作原型的系列。
- 『SABER』　　「Fate/stay night」

因肘關節有容易脫落的缺陷而實施了交換的活動
2007年5月1日發售。2499日幣。原型製作：榎木ともひで。 
- 『黑SABER』　　「Fate/stay night」

2007年7月1日發售。2499日幣。原型製作：榎木ともひで。

### 第3世代「NEO轉輪科技」
- 『No.066 紅蓮&螺巖』 「天元突破 紅蓮螺巖」

2009年6月1日發售。
- 『No.067 新劇場版EVA初號機 Ver.2.0』 「福音戰士新劇場版：破」

2009年6月15日發售。
- 『No.068 新劇場版EVA2號機 Ver.2.0』 「福音戰士新劇場版：破」

2009年6月15日發售。
- 『No.069 新劇場版EVA假設5號機』 「福音戰士新劇場版：破」

2009年6月15日發售。基礎造型：谷明 可動機構：山口勝久
- 『No.070 方舟紅蓮螺巖』 「天元突破 紅蓮螺巖」

2009年7月1日發售。
- 『No.071 超銀河紅蓮螺巖』 「天元突破 紅蓮螺巖」

2009年7月15日發售。
- 『No.072 山銅·蕾卡』 「魔偶女戰士蕾卡」

2009年8月15日發售。
- 『No.073 暴力熊』 「愛惡作劇的暴力熊」

2009年8月15日發售。
- 『No.074 蓋特飛龍』 「真蓋特機器人 世界最後之日」

2009年9月15日發售。
- 『No.075 NEO蓋特1』 「真蓋特機器人對NEO蓋特機器人」

2009年9月15日發售。
- 『No.076 新劇場版EVA初號機 覺醒版』 「福音戰士新劇場版：破」

2009年10月15日發售。
- 『No.077 新劇場版EVA假設5號機 劇中配色版』 「福音戰士新劇場版：破」

2009年10月15日發售。
- 『No.078 超獸機神斷空我』 「超獸機神」

2009年10月15日發售。
- 『No.079 伊達政宗』 「戰國BASARA」

2009年11月15日發售。初回生產限定版的兜上的鍬形施有金色電鍍。
- 『No.080 真田幸村』 「戰國BASARA」

2009年11月15日發售。初回生產限定版的槍上的刃部施有銀色電鍍。
- 『No.081 ARX-7 強弩兵』 「驚爆危機」

2009年12月15日發售。
- 『No.059 ARX-8 烈炎之劍 新裝版』 「驚爆危機」

2009年12月15日發售。自2008年8月15日發售以來的首次再販。
- 『No.082 三段變形 女武神VF-1A 劇場版（一条輝機）』 「超時空要塞 愛、還記得嗎？」

2010年1月15日發售。
- 『No.083 三段變形 女武神VF-1S 劇場版（福克機）』 「超時空要塞 愛、還記得嗎？」

2010年1月15日發售。
- 『No.084 三段變形 女武神VF-1J TV版（一条輝機）』 「超時空要塞」

2010年2月15日發售。
- 『No.085 』 

2010年2月15日發售。
- 『No.086 雷頓教授』 「雷頓教授系列」

2010年3月15日發售。
- 『No.087 長曾我部元親』 「戰國BASARA」

2010年4月15日發售。
- 『No.088 毛利元就』 「戰國BASARA」

2010年4月15日發售。
- 『No.089 蓋特號（漫畫版）』 「蓋特機器人號」

2010年5月15日發售。
- 『No.090 新劇場版EVA2號機 （野獸模式版）』 「福音戰士新劇場版：破」

2010年5月15日發售。
- 『No.091 瓦修·The·Stampede』 「銃神」

2010年6月15日發售。
- 『No.092 尼可拉斯·D·Wolfwood』 「銃神」

2010年6月15日發售。
- 『No.093 超重劍長牙獅』 「洛伊德」

2010年7月15日發售。基礎造型：谷明 可動機構：山口勝久
- 『No.094 徳川家康』 「戰國BASARA」

2010年8月15日發售。
- 『No.095 石田三成』 「戰國BASARA」

2010年8月15日發售。
- 『No.096 強裝虐殺龍』 「洛伊德」

2010年9月15日發售。基礎造型：谷明 可動機構：山口勝久
- 『No.97 魯邦三世』 「魯邦三世」

2010年10月15日發售。
- 『No.EX 新劇場板EVA 收藏家BOX』 「福音戰士新劇場版：破」

2010年10月15日發售。
- 『No.98 次元大介』 「魯邦三世」

2010年11月15日發售。
- 『No.99 大日如來蓋特』[2]「蓋特機器人Arc」

2010年12月15日發售。 原型初發表於2008年1月8日放映的NHK番組『大師魂』節目。 
- 『No.100 EVA初號機』 「福音戰士新劇場版」

2011年1月15日發售預定。為新系列「Evangelion Evolution 」的第一彈，初回生產特別定價為3000日幣，實際定價為3480日幣。
- 『No.101 鋼巴斯達』 

2011年2月15日發售預定。
- 『No.102 EVA2號機』 「福音戰士新劇場版」

2011年3月15日發售預定。
- 『No.104 EVA 0號機』 「福音戰士新劇場版」
- 『No.106 EVA 3號機』 「福音戰士新劇場版」
- 『No.108 EVA 6號機 mark.06』 「福音戰士新劇場版」
- 『No.112 EVA 5號機』 「福音戰士新劇場版」
- 『No.118 EVA 量產5號機』 「福音戰士新劇場版」
- 『No.119 紅蓮螺巖 飛翼』 「天元突破」
- 『No.124 EVA 2號機 新型裝備』 「福音戰士新劇場版」
- 『No.134 EVA 8號機α』 「福音戰士新劇場版」
- 『No.134 EVA 8號機α』 「福音戰士新劇場版」
- 『No.136 EVA 13號機』 「福音戰士新劇場版」
- 『No.137 EVA 2號機 正規實用型』 「福音戰士新劇場版」
- 『No.138 EVA mark09』 「福音戰士新劇場版」
- 『No.139 EVA 8號機β』 「福音戰士新劇場版」

### 經典選集
為山口轉輪系列中已絕版且受歡迎之商品的復刻版，價格及包裝盒與當初發售時一樣。
- 『No.050 紅蓮螺巖』 「天元突破 紅蓮螺巖」

2010年11月15日發售。
- 『No.052 羅善巖』 「天元突破 紅蓮螺巖」

2010年11月15日發售。
- 『No.031 OVA版蓋特1』 「真蓋特機器人 世界最後之日」

2010年12月15日發售。
- 『No.035 OVA版黑蓋特』 「真蓋特機器人 世界最後之日」

2010年12月15日發售。
- 『No.037 真蓋特1』 「真蓋特機器人 世界最後之日」

2010年12月15日發售。

### 「迷你轉輪科技」
主要在便利商店販賣、尺寸約為一般系列的2/3。
- 『新劇場版EVA初號機』　　「福音戰士新劇場版：序」

2007年9月4日發售。 
- 『新劇場版EVA零號機』　　「福音戰士新劇場版：序」

2007年9月4日發售。 
- 『福音戰士新劇場版武器套組　陽電子步槍Ver』　　「福音戰士新劇場版：序」

2007年9月18日發售。 
- 『福音戰士新劇場版武裝套組　ESV盾牌Ver』　　「福音戰士新劇場版：序」

2007年9月18日發售。 

### 「四葉立體化作戰」
東清彥所繪之漫畫「四葉妹妹！」的合作企劃。
- 『轉輪科技 四葉』

2007年9月27日，與單行本第7卷同時發售。原型製作：榎木ともひで
- 『綾瀬風香 制服版』

2007年11月1日發售。完成品PVC模型。 
※此非轉輪科技系列之主商品
- 『轉輪科技 阿愣』

2007年12月1日發售。 原型製作：榎木ともひで
- 『轉輪科技 四葉DX暑假套組』

2008年8月1日發售。 原型製作：榎木ともひで
- 『綾瀬風香 T恤版／AMW標誌篇』

電撃大王2008年8月號誌上通販。完成品PVC模型。
※此非轉輪科技系列之主商品 
- 『綾瀬風香 泳裝版』

2008年9月1日發售。完成品PVC模型。 
※此非轉輪科技系列之主商品
- 『綾瀬恵那』

2008年9月1日發售。完成品PVC模型。 
※此非轉輪科技系列之主商品
- 『綾瀬風香 T恤版 7-11網路篇』 [3]

2008年11月27日發售。完成品PVC模型。※此非轉輪科技系列之主商品 
- 『轉輪科技 阿愣 7-11網路BOX版』 [3]

2008年11月27日發售。
- 『轉輪科技 阿愣・迷你 Amazon.co.jp BOX版』

2008年12月23日發售。

### 「美少女轉輪」
使用女性型素體E.L.F的女性可動模型系列。為德語「小姐」的意思。原型師是榎木ともひで。此系列自2008年11月後改為不定期發售。
- 『#001 綾波零』　　「新世紀福音戰士」

2007年12月22日發售。  
- 『#002 遠坂凛』　　 「Fate/stay night」

2008年2月1日發售。 
- 『#003 惣流·明日香·蘭格雷』　　「新世紀福音戰士」

2008年3月1日發售。 
- 『#004 POCCO』　　「山下俊也作品集「Sweet Dreams」」

2008年4月1日發售。 
- 『#005 天海春香』　　「THE IDOLM@STER」

2008年5月1日發售。黑公主（黒色）版。 
- 『#006 雙海真美』　　「THE IDOLM@STER」

2008年6月1日發售。黑公主（黒色）版。 
- 『#007 雙海亞美』　　「THE IDOLM@STER」

2008年7月1日發售。黑公主（黒色）版。 
- 『#008 綾波零（包帶版）』　　「新世紀福音戰士」

2008年8月1日發售。同梱台座為白色。 
- 『#009 星井美希』　　「THE IDOLM@STER」

2008年9月1日發售。黑公主（黒色）版。  
- 『#010 庸子』　　「天元突破 紅蓮螺巖」

2008年10月1日發售。 超電導來福槍原型制作：谷明
- 『#011 長谷川 遙』　　「萌菌物語」

2008年11月1日發售。
- 『#SP001 涼宮春日 兔女郎Ver.』　　「涼宮春日的憂鬱」

2009年2月1日發售。 
- 『#SP002 長門有希 魔法使Ver.』　　「涼宮春日的憂鬱」

2009年3月1日發售。 
- 『#SP003 朝比奈實玖瑠 實玖瑠的冒險Ver.』　　「涼宮春日的憂鬱」

2009年4月1日發售。
- 『#016 庸子 劇場版』　　「劇場版 天元突破 紅蓮螺巖 紅蓮篇」

2009年5月1日發售。 銃器原型制作：谷明
- 『#017 真希波·真里·伊拉崔亞斯』　　「福音戰士新劇場版：破」

2010年5月1日發售。
- 『#018 式波·明日香·蘭格雷（測試用插入栓服版）』　　「福音戰士新劇場版：破」

2010年6月1日發售。
- 『#019 綾波零 Ver.2.0』　　「福音戰士新劇場版：破」

2010年7月1日發售。
- 『#020 真希波·真里·伊拉崔亞斯（舊型插入栓服版）』　　「福音戰士新劇場版：破」

2010年10月1日發售。
- 『#021式波·明日香·蘭格雷（插入栓服版）』　　「福音戰士新劇場版：破」

2010年11月1日發售。

### 「北斗神拳REVOLUTION」
北斗神拳25周年記念企劃。
第一期系列
- 『No.001 拳四郎』

2008年9月1日發售。 原型製作：松浦健
- 『No.002 爆裂!Z團』

2008年9月1日發售。 原型製作：大嶋優木
- 『No.003 雷伊』

2008年10月1日發售。原型製作：松浦健
- 『No.004 賈基』

2008年11月1日發售。原型製作：松浦健
- 『No.005 道奇』

2008年12月1日發售。原型製作：松浦健
- 『No.006 希恩』

2009年1月1日發售。 原型製作：松浦健
- 『No.007 拉奧』

2009年2月1日發售。 原型製作：松浦健
第二期系列
- 『No.008 威格爾』

2009年3月1日發售。 原型製作：松浦健
- 『No.009 雷伊 白髮版』

2009年4月1日發售。原型製作：松浦健
- 『No.010 修武』

2009年5月1日發售。原型製作：松浦健
- 『No.011 拳四郎 最終決戰版』

2009年6月1日發售。
- 『No.012 沙烏薩』

2009年7月1日發售。
- 『No.013 拉奧 最終決戰版』

2009年8月1日發售。
- 『No.014 拉奧&黑王號』

2009年9月1日發售。
第三期系列
- 『No.015 金色的法魯可』

2009年10月1日發售。
- 『No.016 重佐』

2009年11月1日發售。
- 『No.017 拳四郎 修羅之國版』

2009年12月1日發售。
- 『No.018 修羅』

2010年1月1日發售。
- 『No.019 凱歐』

2010年2月1日發售。
- 『No.020 尤莉亞』

2010年3月1日發售。
- 『No.021 拳四郎 北斗無雙版』

2010年9月15日發售。
- 『No.022 雷伊 北斗無雙 通常版』
- 『No.022 雷伊 北斗無雙 白髮版』

2010年10月15日發售。
- 『No.023 拉奧 北斗無雙版』

2010年11月15日發售。

### 「SFO轉輪」
DALETTO推出的的網路遊戲「快打旋風 Online 滑鼠世代」的合作企劃。
- 『SFO-01 隆』

2008年10月15日發售。原型製作：田熊勝夫
- 『SFO-02 何鐵手』

2008年10月15日發售。原型製作：松本榮一郎
- 『SFO-03 春麗』

2008年11月15日發售。原型製作：BOME／加藤太一
- 『SFO-04 胡斐』

2008年11月15日發售。原型製作：木下隆志
- 『SFO-05 桑基爾夫』

2008年12月15日發售。原型製作：山口勝久
- 『SFO-06 梅超風』

2008年12月15日發售。原型製作：加藤太一
- 『SFO-07 肯』

2008年12月15日發售。原型製作：田熊勝夫
- 『SFO-08 凱爾』

2009年1月15日發售。原型製作：田熊勝夫
- 『SFO-09 令狐沖』

2009年1月15日發售。原型製作：木下隆志

### 「合體改造人」
由內藤泰弘原創的系列，相關故事在官方網站獨自展開。與以往的系列不同，此系列的特徵在於「自由替換組裝」。
第一章「緊急起飛！！」
- 『NO.001 Mr.合體超人』[2]

2008年12月15日發售。 
- 『NO.002 砲彈飛車』[2]

2008年12月15日發售。
- 『NO.003 合體改造人·男爵』[2]

2009年1月15日發售。
- 『NO.004 合體改造人·生化俠』[2]

2009年1月15日發售。
第二章「敵鬼襲來！！」
- 『NO.005 劫剋異人·艾格索』[2]

2009年6月1日發售。
- 『NO.006 劫剋異人·伊格』[2]

2009年7月1日發售。
- 『NO.007 劫剋異人·贊伊』[2]

2009年8月1日發售。
- 『NO.008 超攻型軌道空降兵裝 末日降臨機甲』

2009年9月1日發售。
第三章「反擊戰隊！！」
- 『NO.009 幽靈槍手』

2010年6月1日發售。
- 『NO.010 三變攻擊機』

2010年7月1日發售。
- 『NO.011 裝甲拳擊手』

2010年8月1日發售。
- 『NO.012 音速斬擊俠』

2010年9月1日發售。
第四章「機甲裝身！！」
- 『NO.013 荒野爬行者』

2010年12月1日發售。
- 『NO.010 平流飛行者』

2011年1月1日發售預定。
- 『NO.015 深淵潛行者』

2011年2月1日發售預定。

### 「女王之刃轉輪」
自2009年6月1日開始，以女王之刃中所登場的角色所構成的系列。
- 『No.001 流浪的戰士 蕾娜』

2009年6月1日發售。原型製作：大嶋優木
- 『No.002 誘往冥土的 艾莉』

2009年7月1日發售。原型製作：大嶋優木
- 『No.003 歷戰的傭兵 艾琪德娜』

2009年8月1日發售。原型製作：加藤太一
- 『No.004 光明的天使 娜娜耶爾』

2009年9月1日發售。原型製作：大嶋優木
- 『No.005 千變的刺客 梅洛娜』

2009年10月1日發售。原型製作：大嶋優木
- 『No.006 古代的王女 梅娜絲』

2009年11月1日發售。原型製作：松本榮一郎
- 『No.002EX 冥土邀請者 艾莉 2P配色版』

2009年12月1日發售。原型製作：大嶋優木
- 『No.004EX 光明的天使 娜娜耶爾 2P配色版』

2009年12月1日發售。原型製作：大嶋優木
- 『No.007 戰鬥教官 艾蓮』

2010年1月1日發售。原型製作：大嶋優木
- 『No.008 近衛隊長 艾莉娜』

2010年2月1日發售。原型製作：大嶋優木
- 『No.009 武器屋 嘉德麗雅』

2010年3月1日發售。原型製作：松本榮一郎
- 『No.010 森之番人 諾娃』

2010年4月1日發售。原型製作：大嶋優木
- 『No.011 逢魔的女王 亞爾卓菈』

2010年7月31日發售。原型製作：宮川武。對戰書『女王之刃 叛亂 召換士 亞爾卓菈』同捆初回限定版。
- 『No.EXTRA 開門者 愛莉絲』

2010年9月1日發售。原型製作：大嶋優木
- 『No.007EX 戰鬥教官 艾蓮 2P配色版』

2011年3月發售預定。原型製作：大嶋優木
- 『鋼鐵公主 優蜜爾』

2011年3月發售預定。

### 「景品轉輪」
隨身玩伴 角色扮演系列
- 『No.001 隨身玩伴 夏季祭典版 多洛／庫洛』

2009年5月15日發售。 
- 『No.002 隨身玩伴 萬聖夜版 多洛／庫洛』

2009年9月15日發售。
- 『No.003 隨身玩伴 聖誕老人版 多洛／庫洛』

2009年11月15日發售。
- 『No.004 隨身玩伴 足球選手版 多洛／庫洛』

2010年5月15日發售。
- 『No.005 隨身玩伴 初音未來版 初音多洛／初音庫洛』

2010年8月發售。
- 『No.006 隨身玩伴 天使與惡魔版 多洛／庫洛』

2010年9月發售。
愛惡作劇的暴力熊系列
- 『No.001 Chax GP型 愛惡作劇的暴力熊 暴力熊／畢迪』 「愛惡作劇的暴力熊」

2010年7月發售。
- 『No.002 Chax GP型 愛惡作劇的暴力熊 目標！萬聖夜商戰版　暴力熊／畢迪』 「愛惡作劇的暴力熊」

2010年9月發售。

### 「特攝轉輪」
自2010年4月開始發售的系列。立體化的對象為寫實、特攝影片中登場的怪獸、宇宙人、超級英雄、超兵器、巨大機器人、怪物、妖精、恐龍……等。
在商品包裝盒內會刊載作品的相關解說。
- 『No.001 異形』 「異形」

2010年4月1日發售。原型製作：矢竹剛教（可動：松本榮一郎）
- 『No.002 大魔神』 「大魔神」

2010年4月1日發售。原型製作：田熊勝夫  
- 『No.003 布斯卡』 「快獸布斯卡」

2010年5月1日發售。原型製作：木下隆志
- 『No.004 巴拉剛』 「科學怪人對地底怪獸」

2010年5月1日發售。原型製作：松村忍
- 『No.005 南瓜王傑克』 「聖誕夜驚魂」

2010年6月1日發售。原型製作：寺岡邦明
- 『No.006 卡美拉 平成版』 「大怪獸空中戰 卡美拉對卡歐斯」

2010年6月1日發售。原型製作：松村忍
- 『No.007 卡歐斯 平成版』 「大怪獸空中戰 卡美拉對卡歐斯」

2010年6月1日發售。原型製作：松村忍
- 『No.008 蝙蝠俠』 

2010年7月1日發售預定。原型製作：寒河江弘
- 『No.009 鐵甲人』 「鐵甲人」

2010年7月1日發售預定。原型製作：田熊勝夫
- 『No.010 胡迪』 

2010年8月1日發售。原型製作：松本榮一郎
- 『No.011 巴斯光年』 「玩具總動員」

2010年8月1日發售。原型製作：松本榮一郎
- 『No.012 魔斯拉』 「魔斯拉」

2010年9月1日發售。
- 『No.013 魔肯拉』 「地球防衛軍」

2010年9月1日發售。魔肯拉原型製作：田熊勝夫 Marker-light FAHP原型製作：渡邊結樹 
- 『No.014 傑森·福爾希斯』 「13號星期五」

2010年10月1日發售。
- 『No.015 66式激微波殺獸光線車』 「科學怪人的怪獸 撒旦VS凱拉」

2010年10月1日發售。原型製作：谷明（可動化：大津敦哉）
- 『No.016 異形戰士』 「異形2」

2010年11月1日發售。
- 『No.017 南瓜王傑克 聖誕老人Ver.』 「聖誕夜驚魂」

2010年11月15日發售。
- 『No.018 異形女王』 「異形2」

2010年12月1日發售。
- 『No.019 拉頓』 「空中大怪獸拉頓」

- 2010年12月1日發售。

- 『No.020 骸骨劍士』 「傑遜王子戰群妖」

2011年1月1日發售預定。
- 『No.021安基拉斯』 「怪獸總進擊」

2011年1月1日發售預定。
- 『No.022 終極戰士』 

2011年2月1日發售預定。
- 『No.023 蓋剛』 「地球攻擊命令 哥斯拉對蓋剛 」

2011年2月1日發售預定。
- 『No.024 鋼鐵人Mk-Ⅵ』 

2011年3月1日發售預定。
- 『No.025 傑克·斯派羅』 

2011年4月1日發售預定。
- 『No.026 卡美拉(1967)』
- 『No.027 卡歐斯(1967)』
- 『No.028 怪獸電力公司毛怪&大眼仔』
- 『No.029 T-REX』
- 『No.030 柯博文(DOTM)』
- 『No.031 戰爭機器』
- 『No.032 雷吉翁』
- 『No.033 卡美拉』
- 『No.034 』
- 『No.035 MK2』
- 『No.036 MK3』
- 『No.037 機動步兵 』
- 『No.038 大黃蜂 』
- 『No.039 蜘蛛人 』
- 『No.040 飛翼柯博文 』
- 『No.041 MK5 』
- 『No.042 MK7 』
- 『No.043 蝙蝠車』
- 『No.044 雷鳥神機隊』
- 『No.045 胡迪警長』
- 『No.046 巴斯光年太空人』
- 『No.047 蝙蝠車迷彩加農砲 』
- 『No.048 翠絲』
- 『No.049 MK XL2 』
- 『No.050 雷鳥神機隊 電鑽機 』
- 『No.051  蝙蝠戰機』
- 『No.052 MK21 』

---
- 『JP2／暴龍』 「侏儸紀公園：失落的世界」
- 『機動步兵（Studio Nue 設計版）』 「星艦戰將」

發售日未定。

### KERORO軍曹
2005年8月11日發售。2007年2月15日再發售。此非"轉輪科技系列"的主商品。
原型師為山口勝久。
- KERORO軍曹 　1575日幣 [5]
- DORORO兵長 　1365日幣 [5]
- KULULU曹長 　1365日幣 [5]
- GIRORO伍長 　1365日幣 [5]
- TAMAMA二等兵 　1365日幣 [5]

### 豆式轉輪！
- 豆式轉輪！萌菌物語

2010年8月1日發售。高度各約6公分的盒玩，共12種。
- 豆式轉輪！萌菌物語2

2010年11月1日發售。高度各約6公分的盒玩，共12種。

### 特約店限定商品
- 『No.015FS 索爾提克 蘭德菲薩H8 科契曼特別型』　　　　　「太陽之牙 達格拉姆」

2006年11月15日發售。系列第7彈。 
- 『No.019FS 終極巨威』[5]　　「戰鬥！超機械生命體變形金剛」

2007年1月15日發售。系列第9彈。  
- 『No.026FS EVA量産機（武器版）』　　「新世紀福音戰士 劇場版 Air／將真心獻給你」

2007年5月15日發售。系列第13彈。 
- 『No.029FS 庫洛』　　「隨身玩伴」「多洛滿街跑（再生產版）」

2007年6月15日發售。系列第14彈。2008年4月15日發售再生產版頭部零件與初期版不同。 
- 『No.041FS 布羅肯 初期OVA版』　　　　「機動警察」

2007年12月15日發售。系列第20彈。 
- 『No.042FS 劇場版英格拉姆2號機』　　　　「機動警察 THE MOVIE」

2008年1月12日發售。系列第21彈。 
- 『轉輪科技T恤』

内藤泰弘、神宮司訓之、箕輪豊所設計的T恤。於「轉輪科技EXPO'07」發售、從2008年1月起在特約店發售。 
- 『#005fS 天海春香（雪草莓）』　　「THE IDOLM@STER」

2008年5月1日發售。粉紅色版。 
- 『No.034S 女武神VF-1J（馬克斯機）』　　　「超時空要塞」

2008年5月15日發售。 
- 『#006FS 雙海真美（雪草莓）』　　「THE IDOLM@STER」

2008年6月1日發售。粉紅色版。 
- 『#007FS 雙海亞美（雪草莓）』　　「THE IDOLM@STER」

2008年7月1日發售。粉紅色版。 
- 『#009FS 星井美希（雪草莓）』　　「THE IDOLM@STER」

2008年9月1日發售。粉紅色版。

### 協力商店限定商品
- 『No.003EX 歷戰的傭兵 艾琪德娜 2P配色版』 「女王之刃」

2009年12月1日發售。原型製作：加藤太一
- 『No.079EX 伊達政宗 白裝束』 「戰國BASARA」

2010年1月15日發售。
- 『No.080EX 真田幸村 白裝束』 「戰國BASARA」

2010年1月15日發售。

### 限定品
- 特製升級版

海洋堂博物館＆海洋堂HOBBY大廳的抽獎特別塗装版。 
- 『EVA零號機（光之巨人版）』

「人物模型王」第100號附錄 
- 『透明黃版陽電子步槍＆霰彈槍武器套組』

海洋堂博物館＆海洋堂HOBBY大廳配布品 
- 『福音戰士模型透明色收藏版（3體套組）』

「HYPER HOBBY」第100號突破記念誌上通販品
初號機透明紫Ver、零號機·改透明藍Ver、貳號機透明紅Ver 3體套組 
- 『EVA初號機（蓄光版）』

聖地牙哥・漫畫大會限定品 
- 『EVA初號機 山下いくと原創配色版』

網路商店EVANGELION STORE限定品。 
- 『轉輪科技 SENMU』

於「人物模型王」誌上刊登介紹後在活動上公開。非賣品。使用但丁改造而成的海洋堂・宮脇修一社長（暱稱「SENMU」）的立體化作品。
製作：寒河江弘
- 轉輪控收藏套組

No.1新蓋特1～No.19至尊的套組。 
同捆特典促銷物（圓珠筆、桌墊目錄、標籤各5個）。 
- 『新EVA初號機WF特別套組』
- 『新EVA零號機WF特別套組』

於Wonder Festival 2007發售。迷你轉輪版的新劇場版EVA與武器的透明版套組。 
- 『真蓋特1 黑版』

「HYPER HOBBY」2007年10月號誌上通販。 
- 『迷你轉輪科技 新劇場版EVA初號機 透明版』
- 『迷你轉輪科技 新劇場版EVA零號機 透明版』

2007年9月4日發售。7-11限定透明版。與『WF特別套組』同梱版不一樣，此版本有進行塗裝。 
- 『轉輪科技 阿愣 AmazonBOX版』

「Amazon.co.jp」通販限定。與通常版同時發售。 
- 『轉輪科技 阿愣 7-11網路BOX版』

7-11限定。2008年11月27日發售。 
- 『FRAULEIN綾波零 FRAULEIN共通台座』

綾波零先行購入特典。透明黑版本的FRAULEIN用台座。 
- 『魔神凱撒 黑色版』

於2007年12月26日舉辦的漫畫家生活40周年記念「奇想奇拔 - 永井豪的40年 - 」活動限定發售。 
- 『鐵人28號vs黑牛　時間滑移單色版』

「人物模型王」2008年119號誌上限定通販。動畫版第一彈的形象配色、再現白與黒的對比及美麗的漸層塗裝。 
- 『轉輪科技 鐵人28號 DVD版』

2008年5月21日發售「鐵人28號 白晝的殘月」DVD限定同梱重塗裝版。 
- 『天海春香（聖誕紅）』

月刊Hobby Japan 2008年6月號誌上通販。紅色版。 
- 『女武神VF-1J（米莉雅機）』

月刊Hobby Japan 2008年7月號誌上通販。 
- 『雙海亞美（聖誕紅）』

月刊Hobby Japan 2008年8月號誌上通販。紅色版。 
- 『紅蓮螺巖 金屬色版』

Wonder Festival限定品。附飛行背包套組。 
- 『約翰尼斯·克勞薩II世 撒旦皇帝版』

「Amazon.co.jp」通販限定。與通常版同時發售。 
- 『涼宮春日 制服版』

Wii「涼宮春日的激動」模型附屬特別同梱版。
- 『XAN-斬-（後來的王者凱納）』

電撃HOBBY的誌上通販限定。 
- 『鹽基多多』

模型王No.130號誌上通販限定。
- 『庸子 劇場版 預售票套組Animate限定版』　　「劇場版 天元突破 紅蓮螺巖 紅蓮篇」

「Animate」通販限定。附「劇場版 天元突破 紅蓮螺巖 螺巖篇」預售票。
- 『CR 新世紀福音戰士-最後的使者- 特別配色套組』[6]

柏青哥機台「CR 新世紀福音戰士-最後的使者-」專用景品。
- 『新劇場版EVA3號機 Ver.2.0』 「福音戰士新劇場版：破」

人物模型王增刊號「轉輪科技大全」特別附錄。
- 『迷你轉輪科技 新劇場版EVA4號機 』 「福音戰士新劇場版：破」

CR 新世紀福音戰士最後的使者 攻略文書 預告篇附錄。
- 『迷你轉輪科技 惣流·明日香·蘭格雷 』

CR 新世紀福音戰士最後的使者 攻略文書 立直篇附錄。
- 『迷你轉輪科技 綾波零 』

CR 新世紀福音戰士最後的使者 攻略文書 額外演出篇附錄。
- 『新劇場版EVA零號機改 Ver.2.0』 「福音戰士新劇場版：破」 [3]

7-11網路限定版。
- 『No.001EX 流浪的戰士 蕾娜 2P配色版』 「女王之刃」 [3]

7-11網路限定版。
- 『NO.002EX 砲彈飛車 電光美洲獅配色版』

人物模型王No.137號誌上通販限定。
- 『強化裝甲兵 犬狼傳說版』

犬狼傳說20週年BOX附錄。
- 『蓋特飛龍 黑版』 「真蓋特機器人 世界最後之日」

月刊Hobby Japan 2009年11月號誌上通販。
- 『三段變形 女武神VF-1J TV版（馬克斯機）』 「超時空要塞」
- 『三段變形 女武神VF-1J TV版（米莉雅機）』 「超時空要塞」

月刊Hobby Japan 2010年3月號誌上通販。
- 『新劇場版EVA初號機 Ver.2.0 LAWSON特別包裝版』 「福音戰士新劇場版：破」

2010年4月27日～5月31日於LAWSON店面及LAWSON網路商店實施預約，預定於2010年8月31日發售。金屬色塗裝，另附屬新規NERV本部造型展示座。
- 『特攝轉輪 GR-2』 「鐵甲人」

宇宙船vol.128及月刊Hobby Japan6月號誌上通販，另於Hobby Japan直営店POST HOBBY店面亦有實施預約。
- 『三變攻擊機 月魟特裝版』

人物模型王No.150號誌上通販限定。
- 『三變攻擊機 WF限定版』

Wonder Festival 2010夏的轉輪科技攤位限定販賣品，活動結束後於官方網站上進行少量販賣。
- 『超重劍長牙獅 雷歐座機』 「洛伊德」

2011年2月發售預定。電擊HOBBY網站·電擊屋HOBBY館通販限定。
- 『No.093EX 超重劍長牙獅 幻象』 「洛伊德」

2011年2月15日發售預定。流通限定品。
- 『南瓜王傑克 蓄光版』 

涉谷PARCO特攝轉輪展限定販賣品。
- 『70式激微波殺獸光線車』 「地球攻擊命令 哥吉拉對蓋剛」

涉谷PARCO特攝轉輪展限定販賣品。
- 『Evangelion Evolution EVA初號機 透明版』 「福音戰士新劇場版」

2011年1月15日發售預定。人物模型王增刊號「轉輪科技大全2」特別附錄。

### 樹脂套件
海洋堂公認
- 『大阪HOBBY妹』[2]

榎木ともひで在WF的個人展位「eyewater」上限定發售的樹脂套件。

## 類似商品
- figma
- （日語）A3 =ADVANCED SYSEM OF ACTION ARMS= | 株式會社VOLKS｜VOLKS Inc. （页面存档备份，存于）（A-LOCK）
- （日語）株式會社HOBBY BASE 黃色潛水艇 球體關節 （页面存档备份，存于）

## 外部連結
- （日語） 株式會社 海洋堂 官方網站 （页面存档备份，存于）
- （日語） 轉輪科技（REVOLTECH）系列 官方網站 （页面存档备份，存于）
- （日語） 北斗神拳REVOLUTION 官方網站 （页面存档备份，存于）
- （日語） 合體改造人 官方網站 （页面存档备份，存于）
- （日語） 轉輪科技 女王之刃 官方網站 （页面存档备份，存于）
- （日語） 特攝轉輪科技 官方網站 （页面存档备份，存于）
- （日語） 轉輪科技·IN！ 官方型錄網站 （页面存档备份，存于）
- （日語） REVOLTECH EXPRESS 官方Blog （页面存档备份，存于）